# Pagu
Patrícia Rehder Galvão (conosciuta con il suo pseudonimo Pagu; São João da Boa Vista, 9 giugno 1910 – Santos, 12 dicembre 1962) è stata una scrittrice, poeta, giornalista drammaturga e traduttrice brasiliana, che ha avuto un ruolo importante nel movimento modernista brasiliano. Pagu era anche politicamente impegnata, essendo associata al Partito Comunista Brasiliano durante gli anni trenta.

## Biografia
Patrícia era la terza dei quattro figli di Thiers Galvão de França, avvocato e giornalista e  Adélia Rehder. La madre era di origine tedesca.
All'età di soli 15 anni iniziò a collaborare con il Brás Jornal, usando lo pseudonimo Patsy. Terminati gli studi presso la Scuola Normale di São Paulo nel 1928 e si unì al Movimento Antropofágico, influenzato da Oswald de Andrade e Tarsila do Amaral. Il soprannome Pagu le venne dato dal poeta Raul Bopp, che le aveva dedicato un poema. Nel 1930 Pagu sposò Oswald de Andrade, separatosi da Tarsila do Amaral. Nello stesso anno nacque il figlio Rudá de Andrade, che in seguito sarebbe divenuto cineasta e scrittore. Patrícia e Oswald divennero entrambi militanti del Partito Comunista Brasiliano.

### Le attività politiche
Pagu fu arrestata nel 1931 avendo partecipato all'organizzazione di uno sciopero di lavoratori portuali a Santos. L'arresto fu il primo di una serie di 23 detenzioni nella sua vita. Nel 1933 pubblicò il romanzo Parque Industrial, sotto lo pseudonimo di Mara Lobo. Il romanzo con il titolo Industrial Park è stato pubblicato negli Stati Uniti in traduzione di Kenneth David Jackson nel 1994 dalla University of Nebraska Press. Nel 1933 Pagu lasciò il Brasile per intraprendere un viaggio in Europa. Nel 1935 fu arrestata a Parigi come comunista straniera e per aver utilizzato una falsa identità e fu rimpatriata in Brasile. Al suo ritorno si separò definitivamente da Andrade, dopo molte liti. Nel frattempo riprendeva l'attività di giornalista, venendo nuovamente arrestata e torturata dalla polizia di  Getúlio Vargas. Rimase in prigione per cinque anni.

### Carriera giornalistica e letteraria
In quei cinque anni suo figlio venne allevato da Andrade. Uscendo dal carcere nel 1940, si distaccò dal Partito Comunista, scegliendo invece di aderire al socialismo di matrice trotskista. Entrò a far parte della redazione del giornale A Vanguarda Socialista insieme a Geraldo Ferraz, Mário Pedrosa, Hilcar Leite e Edmundo Moniz. Sposò Geraldo Ferraz e da quest'unione nacque il suo secondo figlio, Geraldo Galvão Ferraz, il 18 giugno 1941.
Poco dopo si recò in Cina. Nel 1945 Pagu pubblicò un nuovo romanzo,A Famosa Revista, scritto in collaborazione con il marito Geraldo Ferraz. Si presentò come candididata per la camera dei deputati alle elezioni generali brasiliane del 1950 ma non venne eletta.
Nel 1952 frequentò la Escola de Arte Dramática di São Paulo. Tradusse in portoghese e diresse diversi testi teatrali, tra cui La cantatrice calva di Eugène Ionesco e Fando y Lis di Fernando Arrabal.
Pagu morì a causa di un tumore il 12 dicembre del 1963.

## Nella cultura di massa
Nel 1988, la vita di Pagu è stata raccontata nel film Eternamente Pagu, il primo film diretto da Norma Bengell. Una canzone chiamata Pagu è stata composta da Rita Lee e Zélia Duncan.